# Georg Gronau
Georg Hermann Gronau (* 15. Februar 1868 in Berlin; † 26. Dezember 1937 in Fiesole) war ein deutscher Kunsthistoriker.

## Leben
Georg Gronau war der Sohn des Kaufmanns Hermann Gronau (1819–1892) und seiner Frau Mathilde geborene Cohen (1830–1892). Seine ältere Schwester Luise (* 18. April 1865) beging angesichts der bevorstehenden Deportation am 24. März 1943 Suizid.
Nach dem Abitur 1886 studierte Gronau zunächst zwei Semester in Berlin, dann zwei Semester in Bonn und dann wieder in Berlin, zunächst Klassische Philologie und Archäologie, dann Kunstgeschichte und Geschichte und wurde 1890 bei Harry Bresslau in Berlin promoviert.
In den 1890er Jahren kaufte Gronau die Villa Le Palazzine in San Domenico di Fiesole, wo er fortan lebte und – insbesondere durch die Auswertung von zuvor unbeachteten Archivalien – zur italienischen Malerei forschte, vor allem zu Giovanni Bellini. 1910 ging er als Direktor der Gemäldegalerie nach Kassel. Nach seinem Ruhestand 1924 zog er wieder nach Fiesole.

## Familie
Georg Gronau heiratete 1896 Dorothea Hauschtek. Ihre Kinder waren Hermann (1897–1918), Wolfgang (1900–), Hans-Dietrich (1904–1951), der auch Kunsthistoriker wurde, und Susanne (1905–). Die Kunsthistorikerin und Kunsthändlerin Carmen Gronau (1910–1999) war seine Schwiegertochter.

## Schriften (Auswahl)
- Die Ursperger Chronik und ihr Verfasser. Dissertation Berlin 1890 (Digitalisat).
- mit Adolf Gottschewski (Hrsg.): Die Lebensbeschreibungen der berühmtesten Architekten, Bildhauer und Maler. 7 Bände in 9 Teilbänden, Heitz, Straßburg 1904–1927.
- Die Künstlerfamilie Bellini. Bielefeld 1909.
- Spätwerke des Giovanni Bellini. Straßburg 1928.
- Giovanni Bellini. Des Meisters Gemälde. Deutsche Verlagsanstalt, Stuttgart 1930.
- Documenti artistici urbinati (= Raccolta di fonti per la storia dell’arte 1)). Sansoni, Florenz 1936.